# Muchhok
Muchhok (nep. मुच्चोक) – gaun wikas samiti w zachodniej części Nepalu w strefie Gandaki w dystrykcie Gorkha. Według nepalskiego spisu powszechnego z 2001 roku liczył on 952 gospodarstw domowych i 4408 mieszkańców (2484 kobiet i 1924 mężczyzn).